# Loren Gray
Loren Gray Beech (Pottstown, 19 de abril de 2002) é uma personalidade da mídia, cantora e empresária americana.  Ela é seguida por mais de 75 milhões de pessoas nas redes sociais.

## Vida e Carreira
Loren Gray chegou a fama na internet em 2015 através do aplicativo Musical.Ly, no qual ela chegou a ser a pessoa mais seguida do mundo, na época ela se mudou para Los Angeles para seguir na carreira artística, atualmente ela é a quarta pessoa mais seguida do mundo no TikTok, ela tem mais de 49 Milhões de seguidores e 2,7 Bilhões de curtidas no TikTok, no Instagram ela é seguida por 20,6 milhões de pessoas.
Em 2017 ela participou do clipe "Personal" do HRVY em 2018 assinou contrato com Virgin Records, em agosto de 2018 lançou seu primeiro single chamado  "My Story", no final do ano lançou seu segundo single chamado  "Kick You Out", que foi descrito pela Billboard americana como "os verdadeiros altos e baixos que advêm do amor". 
No inicio de 2019 lançou o single "Anti-Everything", em parceria com a dupla Lost Kings. Posteriormente lançou "Options""Lie Like That", em maio de 2019 lançou o single "Can't Do It", em maio deste ano lançou o single  "Cake"  e fevereiro participou do clipe de "The Man" da Taylor Swift. Seu último single até agora foi "Alone", lançado em julho deste ano.
Em 2016 foi indicada pela primeira vez ao Teen Choice Awards, em 2017 recebeu indicação a Muser no Shorty Awards, em 2019 ela foi indica a Social Star Award no iHeartRadio Music Awards, mesma categoria que Anitta foi indicada em 2018, além de sua indicação para o People's Choice Awards em 2020, categoria de Social Media Star.